# Юсуф Сабит
Юсуф Сабит (на македонска литературна норма: Јусуф Сабит; на турски: Yusuf Sabit) е писател, поет и журналист от Северна Македония от турски произход. Член е на Дружество на писателите на Македония от 1986 година.

## Биография
Роден е в гостиварското село Долна Баница в 1957 година. Той е кореспондент от Гостивар на вестник „Бирлик“ и на телевизионни предавания на турски език на Македонската радио телевизия. Трудовете му са публикувани във вестник „Бирлик“, в детските списания „Севинч“, „Томурджук“ и в литературното списание „Сеслер“.

## Творчество
- Животот и натаму, 1982;
- Дете неранимајко, 1983;
- Малиот Улкер, 1986;
- Рака за рака, 1988;
- Детски игри, 1991;
- Имеровиот свет, 1999.